# Baring Head Lighthouse
Baring Head Lighthouse ist ein Leuchtturm  auf Baring Head in der Region Wellington auf der Nordinsel Neuseelands. Er wird von Maritime New Zealand betrieben.
Der Turm dient der Orientierung an der Cookstraße und der Zufahrt zum Wellington Harbour. Die achteckige Betonkonstruktion ersetzte 1935 einen Leuchtturm auf  Pencarrow Head. Das Leuchtfeuer wurde anfangs von einem Dieselgenerator versorgt, aber bereits 1950 an das nationale Stromnetz angeschlossen. 1989 wurde der Leuchtturm automatisiert und wird seitdem wie alle Leuchttürme Neuseelands aus einem Kontrollraum von Maritime New Zealand in Wellington ferngesteuert.

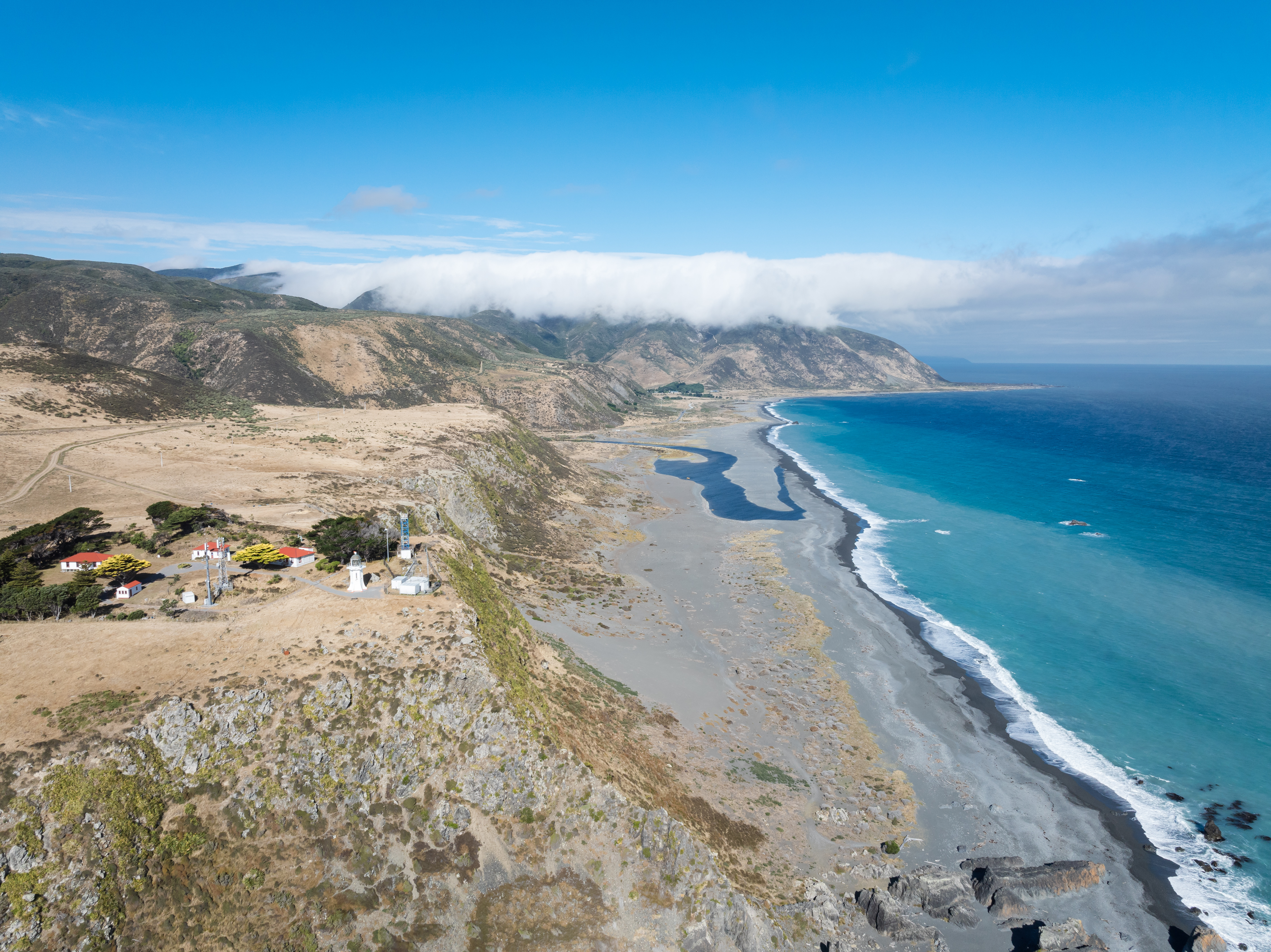
Luftaufnahme Baring Head Lighthouse